# Günter Wilmovius
Günter Wilmovius (* 30. August 1929; † 25. April 2001) war ein deutscher Fußballspieler.

## Laufbahn

### Jugend, Landesliga und 2. Liga, bis 1951
Ihren Anfang nahm die fußballerische Laufbahn des jugendlichen Angreifers Günter Wilmovius bei Sportfreunde Gelsenkirchen, fortgesetzt wurde sie bei der grün-weißen Knappenelf von SpVgg Röhlinghausen. Mit dem 2. Platz in der Landesliga Westfalen in der Saison 1948/49 qualifizierte sich Röhlinghausen für die erstmals 1949/50 ausgespielte 2. Liga West. Sportlich sprang für Wilmovius und Kollegen in der Gruppe 2 gegen die Konkurrenz aus Katernberg, Mönchengladbach, Meiderich, Bochum, Hombruch, Herten und Bottrop der neunte Rang heraus. Aus wirtschaftlichen Gründen wurde dem Zechenclub aber zur Runde 1950/51 die Lizenz verweigert. Mit der Erringung der Meisterschaft 1951 in der Landesliga Westfalen kehrte die Mannschaft vom Sportplatz Stratmanns Hof aber umgehend in die II. Division West zurück. Aber ohne den torgefährlichen Angreifer Günter Wilmovius, der nahm ein Angebot von "Königsblau" an und spielte ab der Runde 1951/52 beim FC Schalke 04 in der Fußball-Oberliga West.

### Fußball-Oberliga West und Nord, 1951 bis 1961
Unter Trainer Fritz Szepan kam der Neuzugang 1951/52 zu 14 Einsätzen und erzielte dabei vier Tore. Er debütierte in der Oberliga West am 19. August 1951 beim 5:2-Auswärtserfolg bei der SpVgg Erkenschwick. Schalke errang die Vizemeisterschaft und zog in die Endrunde um die deutsche Fußballmeisterschaft ein. Dort kam "Ippy" Wilmovius zu zwei Einsätzen gegen den 1. FC Nürnberg und den 1. FC Saarbrücken. In seiner zweiten Schalker-Runde, 1952/53, wurde er von Trainer Szepan in allen 30 Ligaspielen zum Einsatz gebracht und erzielte dabei dreizehn Treffer. Im Jahr der Fußball-Weltmeisterschaft 1954 hatte er erstmals mit Verletzungen zu tun und konnte in nur 16 Spielen elf Tore für Schalke beisteuern, das hinter dem 1. FC Köln und Rot-Weiss Essen den dritten Rang belegte. Im Spieljahr 1954/55 kamen nur neun Oberligaspiele mit vier Toren hinzu und im DFB-Pokal kam er im Finale am 21. Mai 1955 in Braunschweig gegen den mit 3:2 Toren siegreichen Karlsruher SC nicht zum Einsatz. Im Halbfinale gegen Kickers Offenbach hatte er ein Tor beim 2:1-Erfolg erzielt. Seinen letzten Einsatz in der Oberliga West für Schalke hatte der pfeilschnelle und technisch versierte Angreifer am 18. September 1955 beim 4:3-Heimsieg gegen Bayer Leverkusen. Insgesamt absolvierte er von 1951 bis 1956 für Schalke 70 Oberligaspiele mit 32 Toren. Zur Runde 1956/57 schloss er sich Werder Bremen in der Fußball-Oberliga Nord an.
An der Weser kehrte wieder Konstanz in Leistung und Einsätze ein. Er gehörte von Beginn an zur Stammbesetzung und feierte mit Werder in den Jahren 1959 bis 1962 jeweils die Vizemeisterschaft im Norden. Von 1956 bis 1961 brachte er es an der Weser auf 154 Oberligaeinsätze und erzielte dabei 60 Tore. Daneben stürmte er in allen 19 Endrundenspielen von 1959 bis 1961 für die Grün-Weißen und erzielte neun Tore.
Im Jahr 1961 gewann er mit Bremen den DFB-Pokal nach einem 2:0-Sieg im Finale gegen den 1. FC Kaiserslautern. Zu den Torschützen zählten Willi Schröder und Helmut Jagielski. Im Halbfinale gegen den Karlsruher SC hatte er mit seinem Ausgleichstreffer zum 2:2 in der 83. Spielminute Werder im Rennen gehalten, das in der Verlängerung die Begegnung mit einem dritten Treffer für sich entscheiden konnte. Seinen letzten Oberligaeinsatz hatte Wilmovius am 1. Oktober 1961 beim 8:0-Heimerfolg gegen Altona 93, danach "verabschiedete" er sich über Nacht nach Berlin und beendete überraschend seine Laufbahn.